# Jan van Coppenolle
Jan van Coppenolle oder Coppenhole (* um 1436; † 16. Juni 1492 in Gent) war ein flämischer Führer des Genter Aufstands gegen den späteren Kaiser Maximilian I.

## Leben
1484 trat Coppenhole  vehement Maximilians Ansprüchen entgegen, die Regentschaft in Gent für seinen Sohn, Philipp I. von Kastilien, genannt der Schöne, zu übernehmen. 1485 musste Coppenhole nach Frankreich fliehen, kehrte jedoch 1487 zurück und nutzte die aufgebrachte Stimmung der Genter, die Stadt abermals gegen den Regenten zu führen. Coppenhole beherrschte das politische Leben Gents. Unter seiner Leitung wurden sogar eigene Münzen, die sogenannten „Coppenollen“, geprägt. Er wurde zusammen mit seinem Bruder Franchois (auch Franchoeis, Fransoeys) 1492 gefangen genommen und enthauptet.
Jan van Coppenolle wollte die politische Autonomie der Stadt bewahren oder sogar ausdehnen und nutzte dazu die französische Feindschaft gegen Maximilian aus. Nach Coppenholes Tod ergab sich die Stadt und blieb lange Zeit unterdrückt.